# Joyalukkas
Joyalukkas ist ein 1987 in Abu Dhabi gegründetes Juwelierunternehmen mit Sitz in Kochi, Kerala, Indien. Firmengründer ist Joy Alukkas.
Joyalukkas hat 85 Filialen in neun Ländern: Indien, Vereinigte Arabische Emirate, Singapur, Vereinigtes Königreich, Kuwait, Bahrain, Oman, Katar und Saudi-Arabien. Das Unternehmen beschäftigt aktuell 5000 Mitarbeiter. Die Firma handelt auch mit Luxuscharterflügen und Helikopterdienstleistungen unter dem Namen Joy Jets.
Das Firmenvermögen wird auf 1,3 Milliarden US-Dollar geschätzt. Es besteht eine Zusammenarbeit mit forevermark/De Beers.